# Augusto Del Noce
Augusto Del Noce, italijanski filozof, akademik, politolog in politik, * 11. avgust 1910, Pistoia, Italija, † 30. december 1989, Rim, Italija

## Življenje
Augusto del Noce se je rodil 11. avgusta 1910 v toskanskem mestu Pistoia očetu Ubaldu, višjemu vojaškemu častniku in materi Rosalii Pratis, potomki ugledne plemiške družine iz ligurijske Savone. Del Nocejeva mati se je z enoletnim otrokom odselila od očeta sprva v rodno Savono, z izbruhom prve svetovne vojne pa sta se preselila v Torino k mamini teti.
Po šolanju na prestižnem klasičnem liceju Massimo D’Azeglio, kjer je prijateljeval z glavnimi akterji prihodnjega italijanskega kulturnega in političnega življenja (Norberto Bobbio, Cesare Pavese, Felice Balbo, Massimo Mila, Giancarlo Pajetta), se je vpisal na Filozofsko fakulteto, kjer je pod mentorstvom Carla Mazzantinija leta 1932 diplomiral z diplomsko nalogo o Malebranchu. Naslednja leta je poučeval filozofijo in zgodovino na različnih gimnazijah, hkrati pa razvijal svoje raziskovalne načrte.
Z navdušenjem je prebiral sveže izdani Maritainov Integralni humanizem (1936), ki je v njem prebudil, poleg drugega, vedno bolj prepričano nasprotovanje fašizmu. V Torinu si je zaman prizadeval za napredovanje v akademski poklic.
Leta 1941 se je preselil v Rim, kjer mu je prijatelj Enrico Castelli pomagal zasesti stolico filozofije na liceju. Med vojno se je v italijanski prestolnici srečeval s Francom Rodanom in političnim krogom Krščanske levice; strankin poskus uskladitve komunizma in krščanstva ga je povsem prevzel.
Leta 1944 so ugodili njegovi prošnji za premestitev na licej v Torinu, kamor se je rad vrnil. Poučevanje je spremljala intenzivna študijska in raziskovalna dejavnost ter sodelovanje s številnimi revijami, med njimi s Cronache sociali.
Leta 1946 je napisal in objavil paradigmatski esej Marxova nefilozofija, ki ga je dvajset let kasneje vključil v svoje najpomembnejše delo Problem ateizma. Vojna izkušnja ga je prepričala, da sta krščanstvo in komunizem povsem neuskladljiva.
Žena Angiola Maria Odillo, s katero se je bil na pragu vojne poročil, mu je 3. januarja 1948 rodila prvorojenca Fabrizia, ki je kasneje postal vpliven vojni novinar, politik in javni upravitelj, tudi direktor prvega programa javne televizije RAI 1.
Leta 1954 je začel sodelovati s projektom Filozofske enciklopedije pri Centru za preučevanje krščanske filozofije v lombardskem mestu Gallarate pod vodstvom filozofa Luigija Pareysona. Pisal je za novoustanovljeno revijo Il Mulino ter za Ordine civile. V letih 1957–1961 je deloval v sklopu Dokumentacijskega centra v Bologni, ki ga je vodil duhovnik Giuseppe Dossetti. Leta 1959 je prvič sodeloval na simpoziju v organizaciji stranke Krščanske demokracije v kraju Santa Margherita Ligure s predavanjem L'incidenza della cultura sulla politica nella presente situazione italiana (Vpliv kulture na sedanje stanje italijanske politike). Del Nocejev odnos z zbirno katoliško stranko prve republike je bil dolga leta zapleten in težaven. Neuspešno se je udeležil javnega razpisa za profesorsko mesto na Univerzi v Trstu (1963).
Leta 1964 je objavil življenjsko delo Problem ateizma. Leta 1966 je zmagal na razpisu za profesorsko katedro Zgodovine moderne in sodobne filozofije v Trstu. V mestu v zalivu je dosegel naziv rednega profesorja in poučeval do leta 1970. 
V razpravo o dogajanju okrog leta 1968 se je med drugim vključil z objavo zbirke Doba sekularizacije, ki šokantno osvetljuje stičišča med fašistično ideologijo in revolucionarno mislijo poznih 60. let. Istega leta je dosegel težko pričakovano premestitev na Univerzo La Sapienza v Rim, kjer je sprva poučeval Zgodovino političnih naukov, od leta 1974 pa Politično filozofijo. 
V zrelem, »rimskem obdobju« v 70. letih je poglobil svojo raziskovalno in publicistično dejavnost, se vključeval v aktualne politične razprave o razvezi in splavu, v drugi polovici desetletja sodeloval z univerzitetnim gibanjem Comunione e Liberazione ter z njegovo notranjo frakcijo Movimento Popolare.
Poglobil je sodelovanje s katoliškim tednikom Il Sabato, soustanovil revijo 30 giorni, mednarodni mesečnik o verskih, cerkvenih in aktualnih vprašanjih, ki mu je od leta 1993 do zadnje številke leta 2012 urednikoval državnik Giulio Andreotti. Kot neodvisni kandidat je leta 1983 nastopil na listi Krščanske demokracije za senatorja, predstavnika zgornjega doma italijanskega parlamenta. Prvi med neizvoljenimi, je postal senator republike leto kasneje.
Leta 1985 je prejel zlato mednarodno odlikovanje za katoliško kulturo (Medaglia d’oro al merito della cultura cattolica), ki ga od leta 1983 podeljuje Šola za katoliško kulturo iz mesta Bassano del Grappa. Leta 1989 je prejel Zlato pero, državno odlikovanje za novinarsko kulturo (Premio nazionale di Cultura del giornalismo), avgusta pa bil nagrajen na Srečanju prijateljstva med narodi v Riminiju (Meeting di Rimini). Umrl je v noči med 29. in 30. decembrom v Rimu.
Posthumno je leta 1990 izšla zbirka Giovanni Gentile, prvo med številnimi posthumnimi deli, ki še danes izhajajo brez premora. Del Nocejev osebni arhiv in knjižno zbirko danes hrani Fondazione Centro Studi Augusto Del Noce v piemontskem kraju Savigliano (CN).

## Misel
S svojimi študijami kartezijanskega racionalizma in moderne zahodne misli (Hegel, Marx) je raziskal filozofske in teološke korenine krize modernosti ter natančno rekonstruiral notranja protislovja imanentizma.
Zagovarjal je nezdružljivost marksizma,humanizma in drugih miselnih sistemov, ki zagovarjajo sekularno osvobajanje človeka, s krščanskim naukom. Rigorozno je nasprotoval možnemu dialogu med katoliško in komunistično mislijo ter predvidel »samomor revolucije« (1978). Razvil je hipotezo o zgodovinski in filozofski kontinuiteti fašistične ideologije z revolucionarnim komunizmom ter celo moderno sekularizacijo, kot naj bi dokazovala protestniška in emancipatorna gibanja "leta oseminšestdeset".
Na področju politične filozofije je v času njegove največje svetovne ekspanzije napovedal krizo realnega socializma, češ da po eni strani dosledno udejanja marksistično misel, po drugi pa njene temeljne premise zanika, saj Marxov filozofski sistem temelji na protislovju med dialektiko in zgodovinskim materializmom. V razvitju postmodernosti je vnovič zagovarjal potrebo po vrednotah resnice in morale.

## Prevedena dela
- Resnica in razum v zgodovini: antologija filozofskih spisov. Prevedel, z znanstvenim aparatom opremil in spremno besedo napisal Jernej Šček. Zbirka Sidro 44. Založba Družina, Ljubljana 2021.